# 淵辺群平

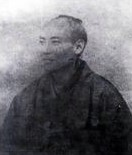
淵辺群平肖像

淵辺 群平（ふちべ ぐんぺい、天保11年（1840年）- 明治10年（1877年）5月30日）は、日本の武士（薩摩藩士）、陸軍軍人。最終階級は陸軍中佐。文書によっては苗字の表記が渕辺、また読みはふちのべとも。

## 生涯
天保11年（1840年）、鹿児島高麗町（現鹿児島市）で生まれる。諱名は高照、通称は直右衛門、後に群平という。東郷実明に示現流を学ぶ。また、徳田小藤次邑興が薩摩に伝えた兵学合伝流を伊地知正治から学び、軍略に長じていた。
戊辰戦争（明治元年、1868年）では、山崎の戦いで重傷を負った。次いで、参謀・黒田清隆のもとで監軍として軍議に参画し、北陸に出征した。長岡城攻略の際は、刀が鋸の様になるまで自ら敵を斬ったという。
明治2年（1869年）、鹿児島常備隊がつくられたとき、大隊の教導となった。明治4年（1871年）、西郷隆盛が廃藩置県に備えて兵を率いて東上したときに、従って上京し、御親兵に編入されて、陸軍少佐に任じられたが、まもなく津山県・鶴田県・真島県を併合してつくられた北条県の参事として転出した。明治6年（1873年）5月に陸軍少佐に復任、中佐に昇進したが、10月に征韓論が破裂して西郷が下野したので、中佐の職をなげうって鹿児島へ帰った。明治7年（1874年）、鹿児島に青少年を教養するために私学校がつくられたときは、その創設に尽力した。
明治10年（1877年）、谷口登太が内偵した中原尚雄の西郷隆盛刺殺計画を聞いた高木七之丞邸の会合に出席していた淵辺はこれに憤激し、私学校本校で行われた大評議でも出兵に賛成した。出陣に際しては薩軍本営附護衛隊長となって、西郷を護衛しながら熊本に赴き、本営の軍議に参画した。
3月、桐野利秋の命を受けて鹿児島へ帰り、弾薬をつくり、新兵を募集し、鹿児島の守備を固めるなど後備につとめた。4月、別府晋介・辺見十郎太とともに新募の2大隊1500名を率いて北上した。淵辺は神瀬に本営を置き、人吉を経て八代方面へ向かい、政府軍の背面を衝いた別府・辺見を応援したが、薩軍が川尻戦に敗れ、熊本城の囲みを解くに及び、人吉に退却した。
4月21日、淵辺は鵬翼隊大隊長となり、戦線を立て直して大野方面で戦った。5月30日、淵辺は、人吉の危急を聞き、河野主一郎とともに救援に赴いたが、政府軍の勢いの止めがたきを見て、球磨川に架かる橋を焼き落とそうしたとき、銃撃を受けて重傷を負い、後送された吉田で帰らぬ人となった。享年38。
『西南記伝』に淵辺を評して「群平、胸襟洒落、細節に拘らず」という。また、西郷下野を聞いたとき、淵辺は家へも帰らずに陸軍省からそのまま帰郷し、布団は抜け出たままの形で枕辺に洋酒2瓶が倒れていたという逸話も残っているので、直情径行の人でもあったようである。